# Alfred Malblanc
Alfred Malblanc (* vor 1905; † nach 1970) war ein französischer Germanist, Romanist, Sprachwissenschaftler und Übersetzungswissenschaftler.

## Leben und Werk
Malblanc publizierte Ende 1944 im Verlag Didier in Paris ein schmales Buch mit dem Titel Pour une stylistique comparée du français et de l'allemand. Essai de représentation linguistique comparée (128 Seiten), zu dem er durch die Stilistiktheorie von Charles Bally und durch das Werk Un problème stylistique de français moderne, étudié dans les œuvres de Georges Courteline. La prédominance des constructions substantives et abstraites (Uppsala 1927) von Alf Lombard angeregt worden war. Ihrerseits angeregt durch die Lektüre von Malblanc schrieben Jean-Paul Vinay und Jean Darbelnet eine Stylistique comparée du français et de l'anglais. Méthode de traduction (Paris 1958, Montréal 1960), die zum Klassiker der Kontrastiven Linguistik und der Übersetzungswissenschaft wurde und nach fast 40 Jahren noch eine Bearbeitung und Übersetzung ins Englische erlebte. Das bewog Malblanc, seine eigene Schrift auszubauen zur ebenfalls erfolgreichen Stylistique comparée du français et de l'allemand. Essai de représentation linguistique comparée et étude de traduction, Paris 1961, 3. Auflage (Didier Verlag) 1966, 5. Auflage 1977, 2000 (351 Seiten).
Darüber hinaus sind von Malblanc nur Schulschriften bekannt, veröffentlicht zwischen 1929 und 1970.

## Weitere Werke (Schullektüren)
- (Hrsg. mit Heinrich Lemcke) Fabliaux du moyen-âge français: Alten Quellen nacherzählt und erläutert, Leipzig 1929; u. d. T. Fabliaux français, Stuttgart 1951, 4. Auflage 1962
- (Hrsg.) La France littéraire. Le Moyen-Age, Leipzig 1933, 1935
- Weitere Hefte der Reihe „Teubners neusprachliche Lektüre“: Les cathédrales (1934), Jeanne d’Arc (1935, 1937), Napoleon (1936, 1941), Richelieu (1937).
- (Hrsg.) Mérimée, Colomba, Paris 1963 (gekürzte Fassung)
- (Hrsg.) Claude Tillier, Mon oncle Benjamin. Introduction, abréviations, récits, commentaires et notes par Alfred Malblanc. Dessins de H. Breton, Paris 1969 (Vocabulaire de 3500 mots)
- (Bearbeiter) Arthur Schäffer, Deutsch schnell und leicht = L'Allemand rapide et facile. Un cours pour l'étude par les disques, Paris 1970